# چشمه بل

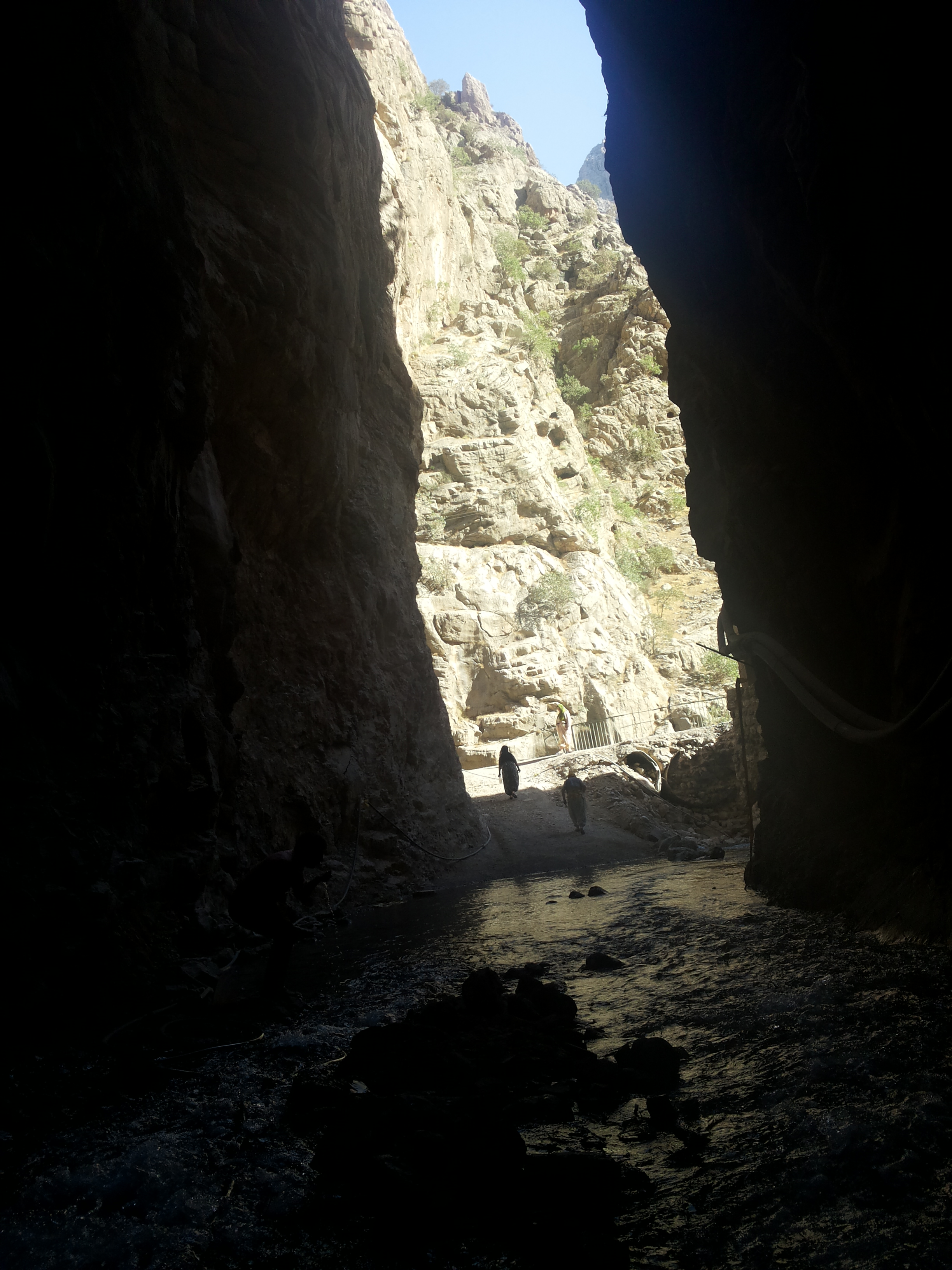
نمایی از چشمه بل از داخل چشمه

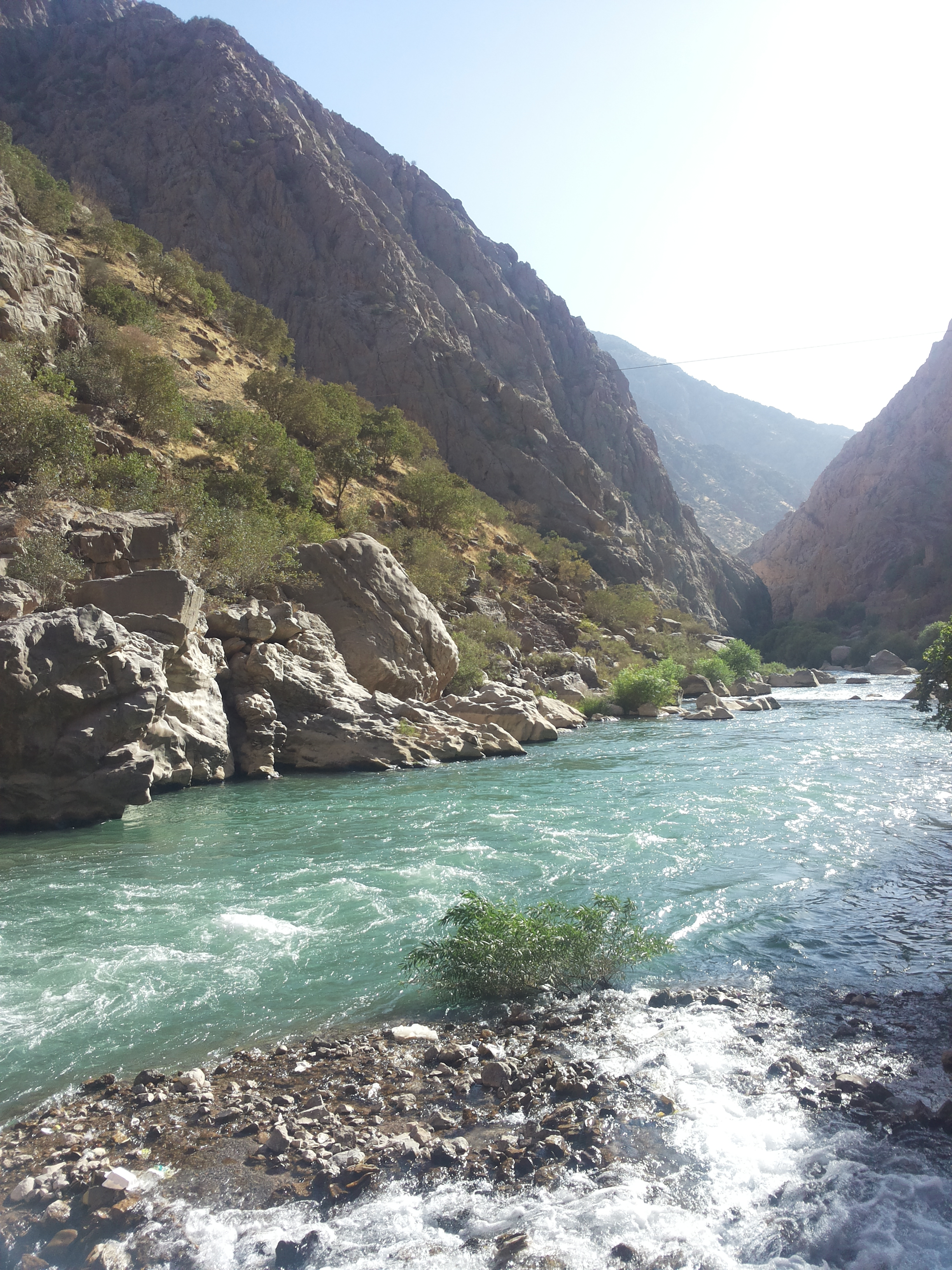
تقاطع چشمه بل و سیروان

چشمه بل (بە زبان هورامی «هانه‌و بڵی» یا «چەمە بڵ») یکی از پرآب‌ترین، زلال‌ترین و زیباترین چشمه‌های طبیعی غرب ایران است که در منطقه اورامانات و در محدوده شهرستان پاوه، در نزدیکی شهر نودشه واقع شده است. این چشمه از دل کوه‌های سرسبز و مرتفع پاوه می‌جوشد و مستقیماً به رود سیروان می‌ریزد. چشمه بل به‌لحاظ موقعیت جغرافیایی، طبیعی و فرهنگی، به‌طور کامل در قلمرو شهرستان پاوه قرار دارد و از دیرباز بخشی جدایی‌ناپذیر از هویت طبیعی و زیست‌محیطی این منطقه محسوب می‌شود.

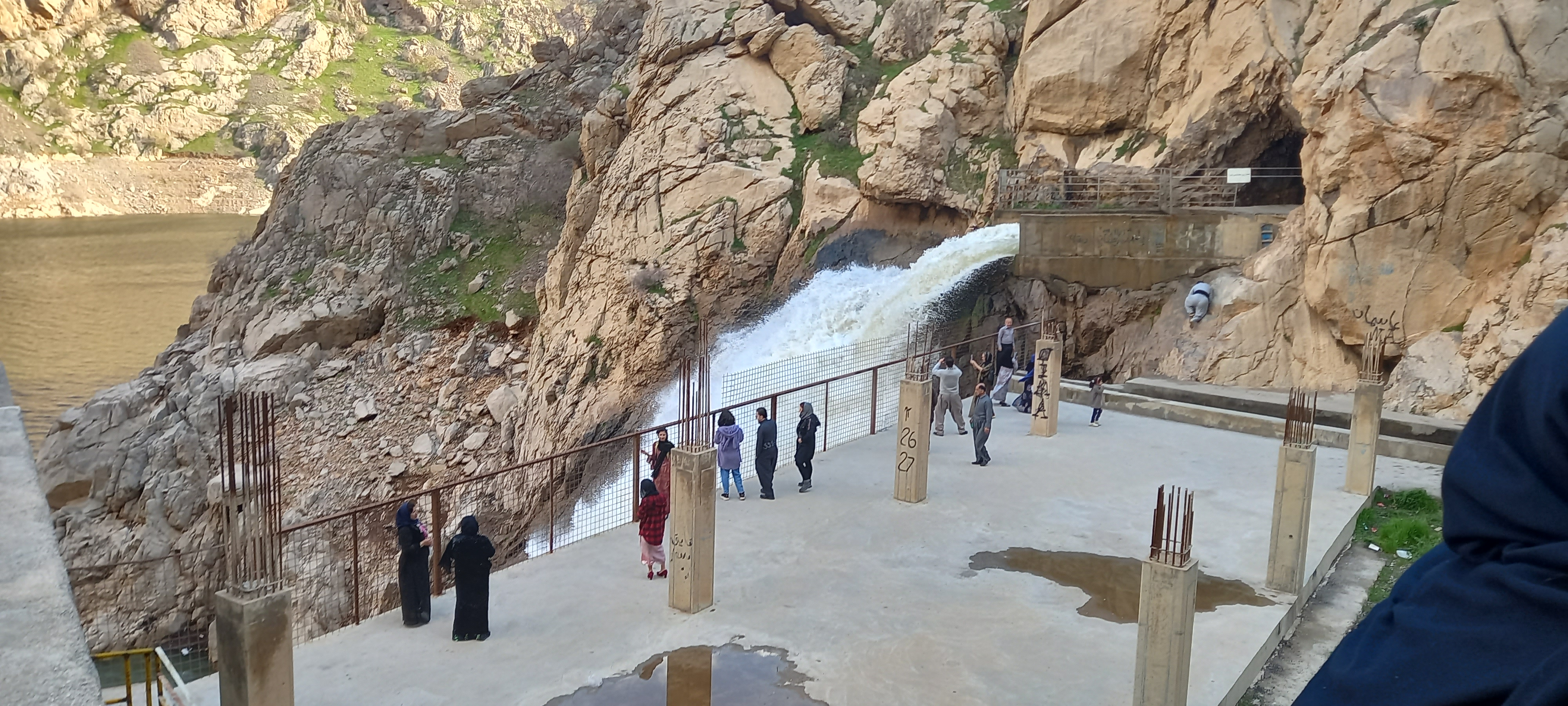
چشمه بل

 این چشمه برای مردم منطقه اورامان و شهرستان زیبای پاوه است از اهمیت فرهنگی و تاریخی چشمگیری برخوردار است.
این چشمه تا قبل از بستن سد داریان و در دهه ی ۴۰و ۵۰ بسیار پرآب تر بوده به گونه ای که مردم روستای ناو،هر سال پلی می ساختند تا به شهرستان پاوه دسترسی داشته باشند،اکنون چشمه ی بل آب چندین روستای اطراف خود از جمله:ناو،نوین،کلجی و...را تامین می کند.
چشمه بل ۶۴اُمین اثر ملی است که توسط سازمان میراث فرهنگی در ۳ مرداد ۱۳۸۸ در فهرست میراث طبیعی ایران قرار گرفت.
این چشمه جزو میراث و سرمایه های طبیعی استان کرمانشاه می باشد.
قابل توجه برای کسانی که میگویند چشمه بل در استان کردستان قرار دارد، این سخن کاملا نادرست است چون چشمه بل در شهرستان پاوه قرار دارد و شهرستان پاوه در استان کرمانشاه است که در ادامه‌ی جاده‌ی هجیج به چشمه‌ی بل یک پل وجود دارد که مرز بین دو استان کرمانشاه و کردستان است و این ثابت میکند که چشمه بل از سرمایه های طبیعی استان کردستان و استان کرمانشاه شهرستان پاوه است.

## خطر از بین رفتن چشمه

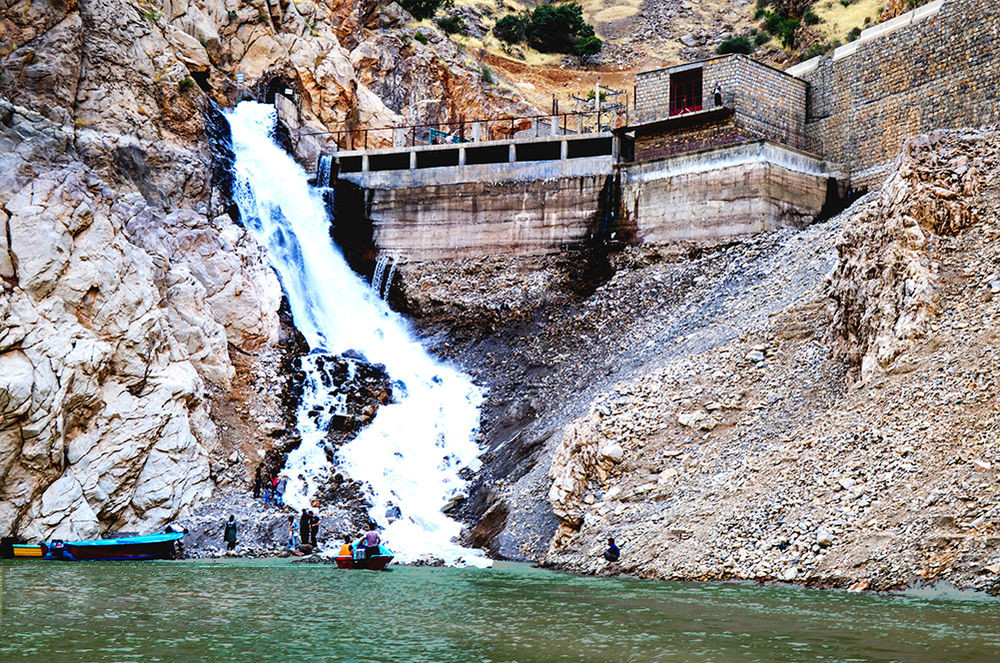
پاوه، روستای هجیج بزرگ

این چشمه طبیعی در مجاورت سد داریان قرار داشته و با آبگیری سد داریان در دریاچهٔ سد غرق خواهد شد و تولید طبیعی سالانه ۱۵۰ میلیون مترمکعب آشامیدنی درجه یک از دست خواهد رفت. با نزدیک شدن به تاریخ آبگیری سد کمپینی مردمی برای نجات چشمه بل تشکیل شد. این کمپین فعالیت‌هایی جهت نجات این چشمه انجام داده‌است. از جملهٔ آنها برگزاری مراسم دف نوازی و ذکر در کنار چشمه بل با حضور مردم منطقه به منظور پاسداشت و بزرگداشت این چشمه که با نام ناڵهٔ ده‌ف و هاژهٔ بڵ (ناله دف و خروش بل) در ۲۵ مرداد ۱۳۹۲ انجام گرفت.